# Ворсо (Міссурі)
Ворсо (англ. Warsaw) — місто (англ. city) в США, в окрузі Бентон штату Міссурі. Населення — 2209 осіб (2020).

## Географія
Ворсо розташоване за координатами 38°14′56″ пн. ш. 93°22′6″ зх. д. / 38.24889° пн. ш. 93.36833° зх. д. (38.248902, -93.368278).  За даними Бюро перепису населення США в 2010 році місто мало площу 6,77 км², з яких 6,24 км² — суходіл та 0,53 км² — водойми.

### Клімат
| Клімат : Ворсо          | Клімат : Ворсо | Клімат : Ворсо | Клімат : Ворсо | Клімат : Ворсо | Клімат : Ворсо | Клімат : Ворсо | Клімат : Ворсо | Клімат : Ворсо | Клімат : Ворсо | Клімат : Ворсо | Клімат : Ворсо | Клімат : Ворсо | Клімат : Ворсо |
| Показник                | Січ.           | Лют.           | Бер.           | Квіт.          | Трав.          | Черв.          | Лип.           | Серп.          | Вер.           | Жовт.          | Лист.          | Груд.          | Рік            |
| Абсолютний максимум, °C | 23,3           | 27,2           | 31,1           | 33,3           | 35,6           | 40,0           | 47,8           | 42,8           | 40,6           | 34,4           | 30,0           | 25,6           | 47,8           |
| Середній максимум, °C   | 5,0            | 7,8            | 13,3           | 18,9           | 23,9           | 28,9           | 31,7           | 31,7           | 26,7           | 20,6           | 13,9           | 7,2            | 19,2           |
| Середній мінімум, °C    | −6,7           | −5             | 0,6            | 5,6            | 12,2           | 17,8           | 20,6           | 19,4           | 13,9           | 7,2            | 1,7            | −4,4           | 7,0            |
| Абсолютний мінімум, °C  | −35,6          | −40            | −19,4          | −12,2          | −3,9           | 3,3            | 11,7           | 6,7            | −1,7           | −6,1           | −15            | −28,9          | −40            |
| Норма опадів, мм        | 45.72          | 57             | 75             | 111            | 137            | 127            | 108            | 98             | 103            | 90             | 89             | 55             | 1095           |
| ----------------------- | -------------- | -------------- | -------------- | -------------- | -------------- | -------------- | -------------- | -------------- | -------------- | -------------- | -------------- | -------------- | -------------- |

## Демографія
Згідно з переписом 2010 року, у місті мешкало 2127 осіб у 914 домогосподарствах у складі 523 родин. Густота населення становила 314 особи/км².  Було 1085 помешкань (160/км²).
Расовий склад населення:
| - 96,3 % — білих - 1,1 % — корінних американців - 1,0 % — чорних або афроамериканців - 0,2 % — азіатів |

До двох чи більше рас належало 0,9 %. Частка іспаномовних становила 3,2 % від усіх жителів.
За віковим діапазоном населення розподілялося таким чином: 22,7 % — особи молодші 18 років, 52,3 % — особи у віці 18—64 років, 25,0 % — особи у віці 65 років та старші. Медіана віку мешканця становила 45,0 року. На 100 осіб жіночої статі у місті припадало 87,7 чоловіків;  на 100 жінок у віці від 18 років та старших — 82,4 чоловіків також старших 18 років.
Середній дохід на одне домашнє господарство  становив 29 291 долар США (медіана — 21 471), а середній дохід на одну сім'ю — 38 116 доларів (медіана — 32 533). За межею бідності перебувало 27,4 % осіб, у тому числі 32,3 % дітей у віці до 18 років та 11,3 % осіб у віці 65 років та старших.
Цивільне працевлаштоване населення становило 787 осіб. Основні галузі зайнятості: мистецтво, розваги та відпочинок — 28,3 %, освіта, охорона здоров'я та соціальна допомога — 22,7 %, роздрібна торгівля — 20,6 %.